# 巴里·马奎尔
巴里·麦奎尔（Barry McGuire，1935年10月15日—）是一位美国创作型歌手。1971年，巴里·马奎尔成为一名重生基督徒後，  他主要演唱、创作当代基督教音乐歌曲。